# Theobald von Bethmann Hollweg
Theobald Theodor Friedrich Alfred von Bethmann Hollweg
(Hohenfinow, Brandenburg, 29 november 1856 - Hohenfinow, 1 januari 1921) was een politicus in het Duitse Keizerrijk. Van 1909 tot 1917 diende hij als Rijkskanselier. Hij was van 1909 tot 1917 naast rijkskanselier ook Pruisisch minister-president en staatssecretaris van Buitenlandse Zaken.
Vóór 1914 poogde hij de al lange tijd gespannen situatie met Groot-Brittannië te ontspannen, maar door zijn steun aan het opstarten van het Schlieffenplan, waarbij de neutraliteit van België zou worden geschonden, nam hij op de koop toe dat Groot-Brittannië zich allieerde met Frankrijk en Rusland tegen Duitsland.
Na de Duitse verliezen in de Eerste Wereldoorlog werd hij onder druk van het militair opperbevel (vooral uitgeoefend door Erich Ludendorff, later gesteund door Paul von Hindenburg) door keizer Wilhelm II op 13 juli 1917 uit zijn functies ontheven.

## Politieke carrière
Na zijn studie werd hij ambtenaar. Toen hij 30 jaar was, werd hij reeds benoemd tot landraad van zijn eigen district Oberbarnim. Op 1 juli 1899 werd hij tot Regierungspräsident van Bromberg benoemd en in oktober van datzelfde jaar werd hij regeringsleider van de provincie Brandenburg. Van 1905 tot 1907 was hij Pruisisch minister van Binnenlandse Zaken.

### Kanselierschap
Op 14 juli 1909 volgde Bethmann Hollweg Bernhard von Bülow op als Rijkskanselier van het Duitse Rijk. Tijdens zijn kanselierschap voor de Eerste Wereldoorlog, zette hij zich in om tot overeenstemming met het Verenigd Koninkrijk te komen. Tot 1912 bemoeide hij zich met het vlootverdrag door dit te verbinden met een neutraliteitsverdrag dat tussen Groot-Brittannië en Duitsland gesloten diende te worden. Toen in 1912 dit niet doorging, probeerde hij de Britten met andere middelen te paaien om het bestaande coalitiesysteem in Europa af te schaffen. Dat bestond toen uit Engeland en zijn bondgenoten versus Duitsland en zijn bondgenoten. Ook dit mislukte.
Voor zijn politiek in de julicrisis 1914, toen de Oostenrijkse troonopvolger werd vermoord in Sarajevo, was zijn vrees voor de toegenomen macht van Rusland bepalend. Hij geloofde dat Rusland Europa vanaf 1917 zou gaan domineren op economisch en militair gebied, en dat daarmee van een Duitse hegemonie in Europa, laat staan een Duitse wereldpolitiek, geen sprake meer kon zijn. Tijdens de julicrisis poogde hij een diplomatiek succes te bereiken met Oostenrijk-Hongarije, waarmee de zogenaamde "middenmachten" bestand waren tegen de toekomstige hegemonie van Rusland.
Hierbij calculeerde hij vanaf het begin van de crisis al een (algemene) oorlog in om deze gelegenheid aan te grijpen om met Rusland af te rekenen nu dat, althans volgen hem, nog kon. Zijn plan was, in het westen defensieverdragen te sluiten, waardoor Groot-Brittannië neutraal bleef en wellicht ook Frankrijk zich dan afzijdig zou houden, en in het oosten Rusland aan te vallen. Dat de Generale Staf, de Oberste Heeresleitung, hiervoor geen plannen had en zich wilde houden aan het Schlieffenplan (eerst Frankrijk verslaan en dan pas met Rusland afrekenen), ervoer hij pas kort voor het begin van het uitbreken van de oorlog. Hij was te zwak om de keizer, die overigens persoonlijk ook bezwaren tegen het Schlieffenplan had, en de chef-staf (Von Moltke) tegemoet te treden en zich tegen het plan te verzetten.
In augustus 1914 viel Duitsland, via België, Frankrijk aan en begon de Eerste Wereldoorlog. De Britten garandeerden de Belgische neutraliteit en verklaarden Duitsland de oorlog. De geëmotioneerde rijkskanselier zei aan ambassadeur Goschen hoe verschrikkelijk hij het vond dat de Britten naar het strijdveld trokken "alleen voor een stukje papier" (doelend op het Verdrag van Londen). De Britse propaganda buitte zijn "scrap of paper" uit als een teken van Duitse minachting en arrogantie, hoewel er vooral teleurstelling uit sprak. Na de oorlog zou de ex-kanselier toegeven dat de aanduiding ongepast was geweest, maar hij bleef erbij dat de Belgische neutraliteit in het niets viel bij de wereldbrand die eruit voortvloeide.
Aanvankelijk leek de oorlog voor Duitsland voorspoedig te verlopen en in de algemene euforie diende Bethmann Hollweg in september 1914 het zogenaamde Septemberprogramm in, een voorstel voor de herindeling van Europa na de (toen nog als vanzelfsprekend verwachtte) 'aanstaande overwinning' van de Duitsers en hun bondgenoten. Maar iets later, tegen kerstmis 1914, was duidelijk geworden dat een snelle Duitse overwinning er niet meer inzat. Gedurende de volgende jaren werd Bethmann Hollweg, en met hem ook de Rijksdag, steeds meer buiten spel gezet door de Generale Staf, vooral toen Paul von Hindenburg en Erich Ludendorff daarvan de leiding hadden gekregen. Zelfs keizer Wilhelm II had op het laatst niks meer in te brengen.

### Ontslag
Gedurende de jaren 1915-1917 mislukten voortdurend, ten koste van enorme aantallen gesneuvelde soldaten, de Duitse offensieven aan het Westfront. Ook begon de blokkade van de Duitse havens door de geallieerden te zorgen voor nijpende tekorten aan voedsel en grondstoffen die toenemende onrust onder de bevolking veroorzaakten. Hierdoor kreeg de regerende aristocratie en de legerleiding steeds meer kritiek over zich heen en begon in het parlement een anti-monarchistische stemming te heersen en kwamen er steeds meer geluiden voor constitutionele hervormingen en om een vredesaanbod aan de geallieerden te doen. Bethmann Hollweg was voor de partijen in het Duitse parlement om over vrede te praten met de geallieerden niet acceptabel, omdat hij al te lang op deze post zat en zeer zwak optrad tegen de opperste legerleiding. De legerleiding dacht nog niet aan opgeven maar om de critici in de Rijksdag toch enigszins tegemoet te komen wilden de generaals wel meewerken aan de vervanging van Bethmann Hollweg. In een telegram van de opperbevelhebber Ludendorff aan de keizer dreigde deze dan ook met zijn aftreden, als Bethmann Hollweg niet ontslagen zou worden. Hierin werd hij later gesteund door Paul von Hindenburg. De keizer had geen keus, en ontsloeg de rijkskanselier in juli 1917. Ook zijn opvolger, Georg Michaelis, werd benoemd door invloed vanuit het opperbevel. Tegen augustus 1918 besefte de Duitse legerstaf dat een overwinning onmogelijk was geworden en dat er nu toch onderhandeld moest worden met de geallieerde tegenstanders. In november 1918 had Duitsland de oorlog verloren en was door de novemberrevolutie de monarchie afgeschaft en een Duitse republiek opgericht.

## Na de oorlog
Nog een keer kwam Bethmann Hollweg in het nieuws toen hij in 1919 zichzelf aanbood om, in plaats van ex-keizer Wilhelm II, terecht te staan voor oorlogsmisdaden bij het oorlogstribunaal van de Entente omdat hij vond dat hij als Rijkskanselier politiek verantwoordelijk was voor het uitbreken van de oorlog in 1914. Zijn verzoek werd genegeerd. Hij overleed op 1 januari 1921 aan een longontsteking.

## Persoonlijk
Bethmann Hollweg was in 1889 gehuwd met Martha von Pfuel (1865-1914) een nicht van Ernst von Pfuel.
Het echtpaar kreeg drie zoons en een dochter. Een zoon stierf als kind. De oudste zoon Friedrich (1890-1914) sneuvelde in de oorlog. Martha was in mei 1914 al overleden. Bethmann Hollweg werd overleefd door zijn dochter Isa (1894–1967), in 1915 gehuwd met de diplomaat Julius Graf von Zech-Burkersroda, en zijn zoon August Felix (1898-1972).

## Voetnoten
1. ↑  Mythe: het "vodje papier" als blijk van Duitse minachting, VRTNWS, 13 oktober 2014
2. ↑  Betrachtungen, vol. I, 1919, p. 180

Rudolf Eduard Julius Gierke · Franz August Eichmann · Otto Theodor von Manteuffel (a.i.) · Ferdinand von Westphalen (a.i.) · Karl Otto von Manteuffel · Erdmann III von Pückler · Heinrich von Itzenplitz · Werner von Selchow · Otto von Königsmarck · Heinrich Achenbach · Rudolf Friedenthal · Robert von Lucius von Ballhausen · Wilhelm von Heyden-Cadow · Ernst von Hammerstein-Loxten · Viktor von Podbielski · Theobald von Bethmann Hollweg · Bernd von Arnim-Criewen · Clemens von Schorlemer-Lieser · Paul von Eisenhart-Rothe · Otto Braun · Adolf Hofer · Otto Braun · Hermann Warmbold · Hugo Wendorff · Heinrich Steiger · Walter Darré
Karl August von Hardenberg · Christian Günther von Bernstorff · Johann Peter Friedrich Ancillon · Heinrich Wilhelm von Werther · Mortimer Maltzan · Heinrich von Bülow · Karl Ernst Wilhelm von Canitz und Dallwitz · Adolf Heinrich von Arnim-Boitzenburg · Heinrich Alexander von Arnim · Alexander von Schleinitz · Rudolf von Auerswald · August Heinrich Hermann von Dönhoff · Friedrich Wilhelm von Brandenburg · Heinrich Friedrich von Arnim-Heinrichsdorff-Werbelow · Friedrich Wilhelm von Brandenburg (a.i.) · Alexander von Schleinitz · Joseph von Radowitz · Otto Theodor von Manteuffel · Alexander von Schleinitz · Albrecht von Bernstorff · Otto von Bismarck · Herbert von Bismarck (a.i.) · Leo von Caprivi · Adolf Hermann Marschall von Bieberstein · Bernhard von Bülow · Theobald von Bethmann Hollweg · Georg Michaelis · Georg von Hertling · Max van Baden
Friedrich von Schuckmann · Gustav von Brenn · Gustav Adolf Rochus von Rochow · Adolf Heinrich von Arnim-Boitzenburg · Ernst von Bodelschwingh-Velmede · Alfred von Auerswald · Friedrich von Kühlwetter · Franz August Eichmann · Otto Theodor von Manteuffel · Ferdinand von Westphalen · Eduard Heinrich von Flottwell · Maximilian von Schwerin-Putzar · Gustav Wilhelm von Jagow · Friedrich Albrecht zu Eulenburg · Botho zu Eulenburg · Robert von Puttkamer · Ludwig Herrfurt · Botho zu Eulenburg · Ernst von Koeller · Eberhard Recke von der Horst · Georg von Rheinbaben · Hans von Hammerstein-Loxten · Theobald von Bethmann Hollweg · Friedrich von Moltke · Johann von Dallwitz · Friedrich Wilhelm von Loebell · Bill Drews · Carl Severing · Albert Grzesinski · Heinrich Waentig · Carl Severing · Franz Bracht · Hermann Göring
Adolf Heinrich von Arnim-Boitzenburg · Ludolf Camphausen · Rudolf von Auerswald · Ernst von Pfuel · Friedrich Wilhelm von Brandenburg · Adalbert von Ladenberg (a.i.) · Otto Theodor von Manteuffel · Karel Anton van Hohenzollern-Sigmaringen · Adolf zu Hohenlohe-Ingelfingen (a.i.) · Otto von Bismarck · Albrecht von Roon · Otto von Bismarck · Leo von Caprivi · Botho zu Eulenburg · Chlodwig zu Hohenlohe-Schillingsfürst · Bernhard von Bülow · Theobald von Bethmann Hollweg · Georg Michaelis · Georg von Hertling · Max van Baden · Paul Hirsch · Heinrich Ströbel · Paul Hirsch · Otto Braun · Adam Stegerwald · Otto Braun · Wilhelm Marx · Otto Braun · Hermann Göring
Otto von Bismarck · Leo von Caprivi · Chlodwig zu Hohenlohe-Schillingsfürst · Bernhard von Bülow · Theobald von Bethmann Hollweg · Georg Michaelis · Georg von Hertling · Max von Baden · Friedrich Ebert · Hugo Haase · Philipp Scheidemann · Gustav Bauer · Hermann Müller · Konstantin Fehrenbach · Joseph Wirth · Wilhelm Cuno · Gustav Stresemann · Wilhelm Marx · Hans Luther · Hermann Müller · Heinrich Brüning · Franz von Papen · Kurt von Schleicher · Adolf Hitler · Joseph Goebbels · Johann Ludwig Schwerin von Krosigk
- Bibliothèque nationale de France: cb12169225x (data)
- Catàleg d'autoritats de noms i títols de Catalunya: 981058518202806706
- Gemeinsame Normdatei: 118510320
- International Standard Name Identifier: 0000 0001 1021 2101
- Library of Congress Control Number: n86128270
- Nationale Bibliotheek van Tsjechië: jn20000720024
- Nationale Bibliotheek van Israël: 987007258776305171
- Nationale Bibliotheek van Polen: a0000001826636
- Nederlandse Thesaurus van Auteursnamen: 070283273
- LIBRIS: 178185
- Système universitaire de documentation: 030232635
- Trove: 1300295
- Virtual International Authority File: 12348648
- WorldCat: E39PBJvRQGfvhBV7ygY6yBDTHC